# Papa-Tango-Charly
Papa-Tango-Charly est une chanson interprétée par Mort Shuman et sortie en 1976.

## Historique

### Écriture et composition
La chanson est écrite par Mort Shuman et  Philippe Adler. Elle évoque, sur un ton plutôt humoristique ou léger, avec un chœur féminin (composé de Jane Birkin, Dani et Nathalie Delon) complétant la voix du chanteur, un avion disparu dans le triangle des Bermudes.